# لاسي دالكويست
لاسي دالكويست (بالسويدية: Lasse Dahlquist)‏ هو ملحن ومغني ومخرج وممثل سويدي، ولد في 14 سبتمبر 1910 في Örgryte ‏ في السويد، وتوفي في 14 أكتوبر 1979 في ستوكهولم في السويد بسبب سرطان الحنجرة.

## وصلات خارجية
- لاسي دالكويست على موقع IMDb (الإنجليزية)
- لاسي دالكويست على موقع ميوزك برينز (الإنجليزية)
- لاسي دالكويست على موقع قاعدة بيانات الأفلام السويدية (السويدية)